# 5 Gwardyjski Korpus Zmechanizowany
5 Gwardyjski Korpus Zmechanizowany (ros. 5-й гвардейский механизированный корпус) – związek operacyjno-taktyczny Armii Czerwonej z okresu II wojny światowej.
5 Gwardyjski Korpus Zmechanizowany (5 GKZmech.) utworzony został rozkazem z 9 stycznia 1943 przez przemianowanie 6 Korpusu Zmechanizowanego. Dowódcą 5 GKZmech. został mianowany gen. por. Siemion Bogdanow. 
Szlak bojowy 5 GKZmech. w walce przeciw wojskom III Rzeszy i jej satelitom prowadził spod Rostowa nad Donem m.in. przez Biełgorod, Charków, Myślenice, Branice i Buchholz, a zakończył się w rejonie czeskiej Pragiu. W czasie operacji berlińskiej i praskiej wchodził w skład 4 Gwardyjskiej Armii Pancernej.

## Dowództwo korpusu
Dowódcy:
- gen. mjr Siemion Bogdanow (09.01.1943 - 25.02.1943)
- gen. mjr Borys Skworcow (21.03.1943 - 13.04.1945),
- gen. mjr Iwan Jermakow (13.04.1945 - 00.06.1945)[1].

Szefowie sztabu:
- płk Iwan Szabarow (09.01.1943 - 00.01.1944),
- ppłk Aleksandr Riazanski 12.05.1944 - 00.12.1945)[1].

## Struktura organizacyjna
- 10 Gwardyjska Brygada Zmechanizowana,
- 11 Gwardyjska Brygada Zmechanizowana,
- 12 Gwardyjska Brygada Zmechanizowana[1].

Skład 16 kwietnia 1945:
- 10 Gwardyjska Brygada Zmechanizowana,
- 11 Gwardyjska Brygada Zmechanizowana,
- 12 Gwardyjska Brygada Zmechanizowana
- 24 Gwardyjska Brygada Pancerna oraz 104 i 379 gwardyjski pułk artylerii samobieżnej, 1447 pułk artylerii samobieżnej i 2 gwardyjski batalion motocyklowy.